# ABI2
ABI2 (англ. Abl interactor 2) – білок, який кодується однойменним геном, розташованим у людей на короткому плечі 2-ї хромосоми.  Довжина поліпептидного ланцюга білка становить 513 амінокислот, а молекулярна маса — 55 663.
| 10         |  | 20         |  | 30         |  | 40         |  | 50         |
| ---------- |  | ---------- |  | ---------- |  | ---------- |  | ---------- |
| MAELQMLLEE |  | EIPGGRRALF |  | DSYTNLERVA |  | DYCENNYIQS |  | ADKQRALEET |
| KAYTTQSLAS |  | VAYLINTLAN |  | NVLQMLDIQA |  | SQLRRMESSI |  | NHISQTVDIH |
| KEKVARREIG |  | ILTTNKNTSR |  | THKIIAPANL |  | ERPVRYIRKP |  | IDYTILDDIG |
| HGVKWLLRFK |  | VSTQNMKMGG |  | LPRTTPPTQK |  | PPSPPMSGKG |  | TLGRHSPYRT |
| LEPVRPPVVP |  | NDYVPSPTRN |  | MAPSQQSPVR |  | TASVNQRNRT |  | YSSSGSSGGS |
| HPSSRSSSRE |  | NSGSGSVGVP |  | IAVPTPSPPS |  | VFPAPAGSAG |  | TPPLPATSAS |
| APAPLVPATV |  | PSSTAPNAAA |  | GGAPNLADGF |  | TSPTPPVVSS |  | TPPTGHPVQF |
| YSMNRPASRH |  | TPPTIGGSLP |  | YRRPPSITSQ |  | TSLQNQMNGG |  | PFYSQNPVSD |
| TPPPPPPVEE |  | PVFDESPPPP |  | PPPEDYEEEE |  | AAVVEYSDPY |  | AEEDPPWAPR |
| SYLEKVVAIY |  | DYTKDKEDEL |  | SFQEGAIIYV |  | IKKNDDGWYE |  | GVMNGVTGLF |
| PGNYVESIMH |  | YSE        |  |            |  |            |  |            |

A: Аланін

C: Цистеїн

D: Аспарагінова кислота

E: Глутамінова кислота

F: Фенілаланін

G: Гліцин

H: Гістидин

I: Ізолейцин

K: Лізин

L: Лейцин

M: Метіонін

N: Аспарагін

P: Пролін

Q: Глутамін

R: Аргінін

S: Серин

T: Треонін

V: Валін

W: Триптофан

Кодований геном білок за функцією належить до фосфопротеїнів. 
Задіяний у таких біологічних процесах як взаємодія хазяїн-вірус, альтернативний сплайсинг. 
Локалізований у цитоплазмі, цитоскелеті, клітинних відростках.